# Hispano-Suiza H 6

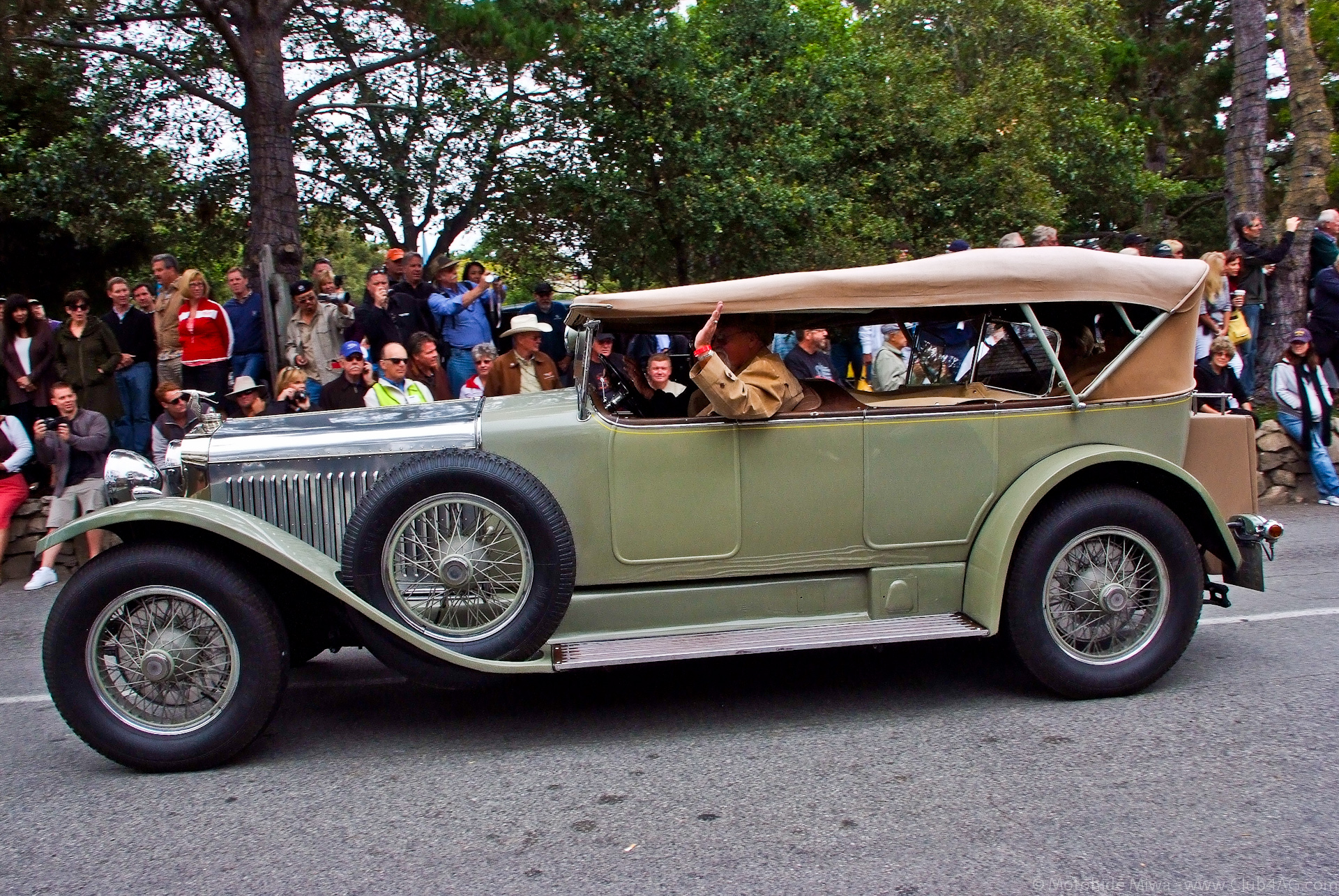
Tourenwagen von Million-Guiet

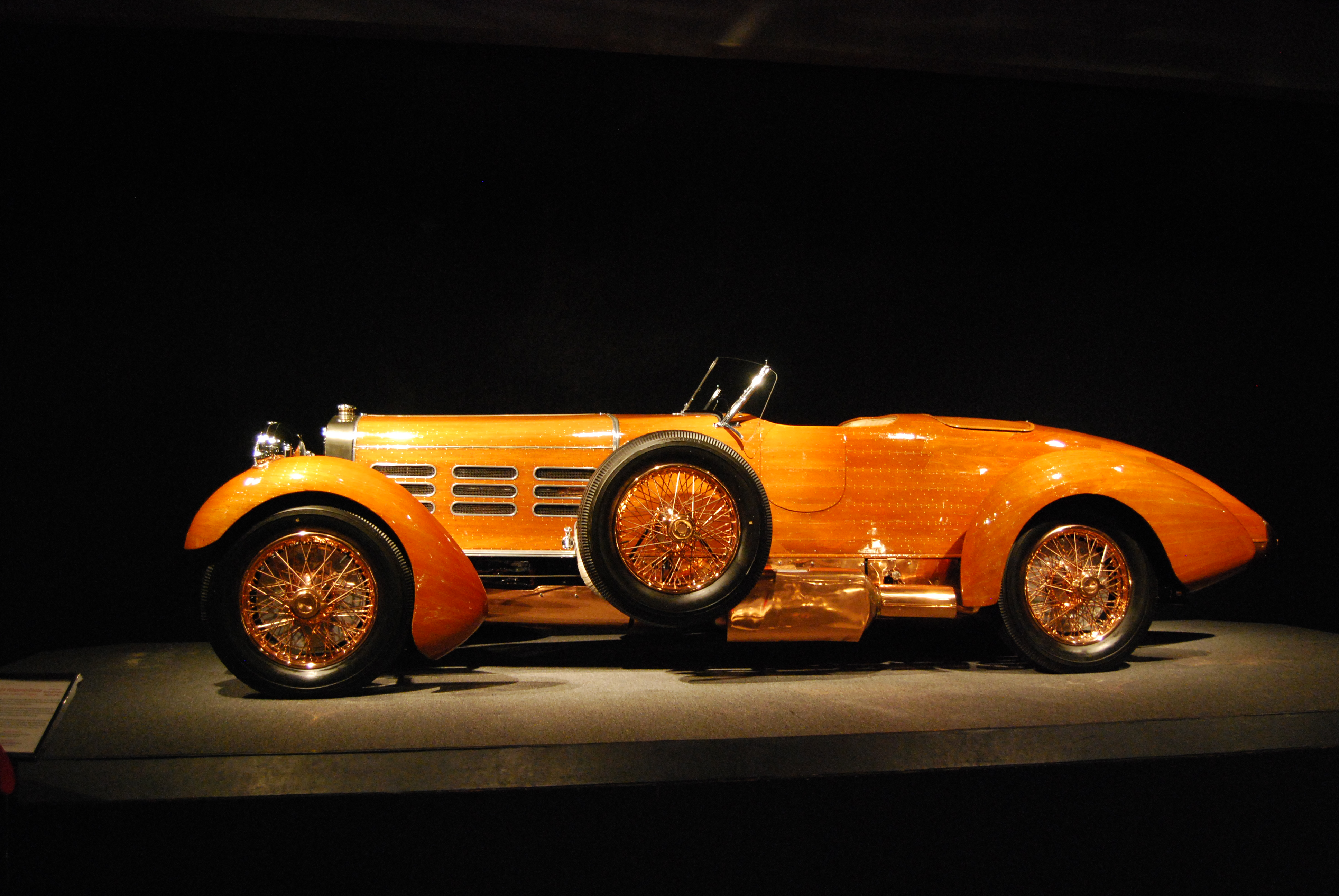
Sportlicher Tourenwagen „Tulipwood“

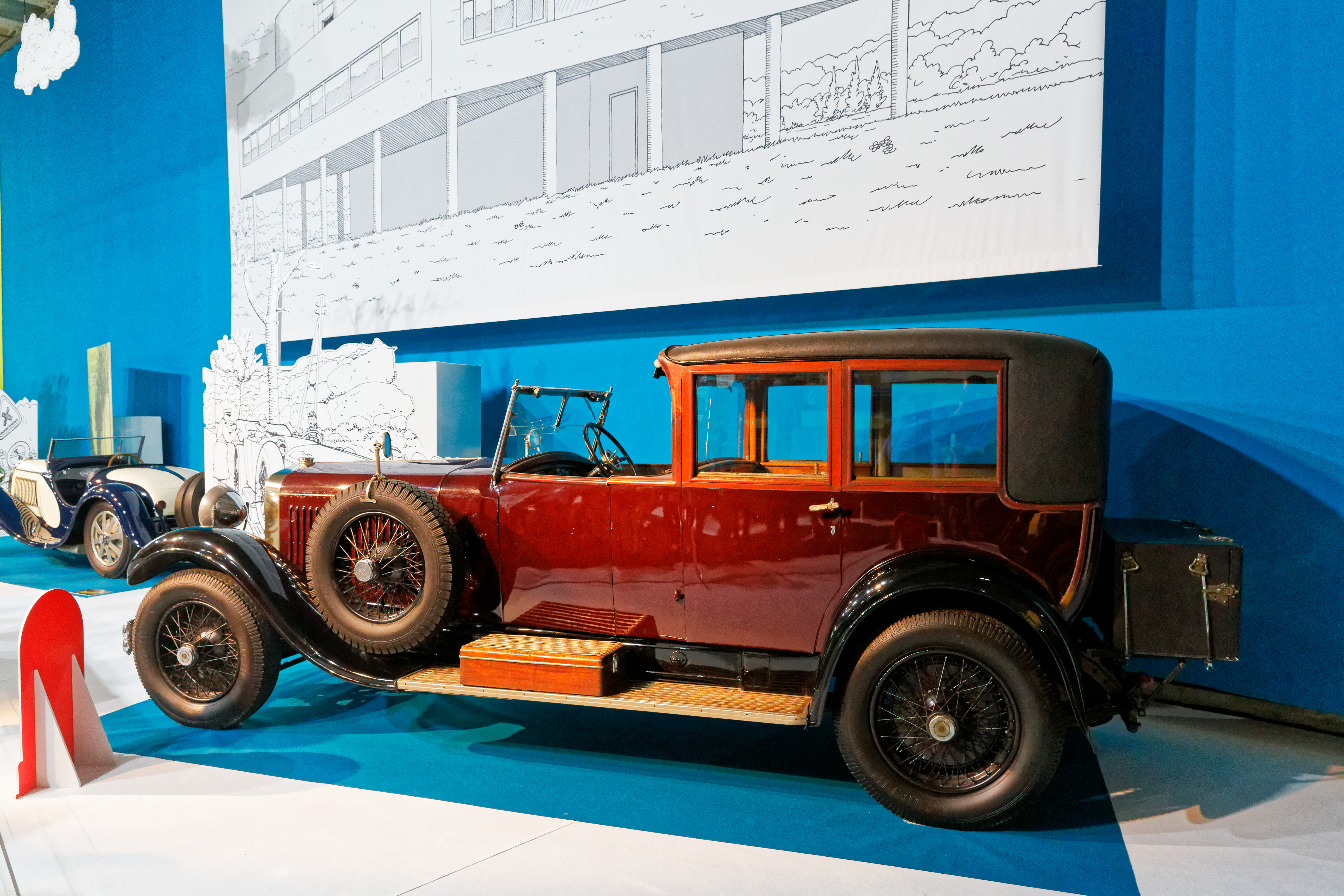
Coupé-Chauffeur von Letourneur et Marchand

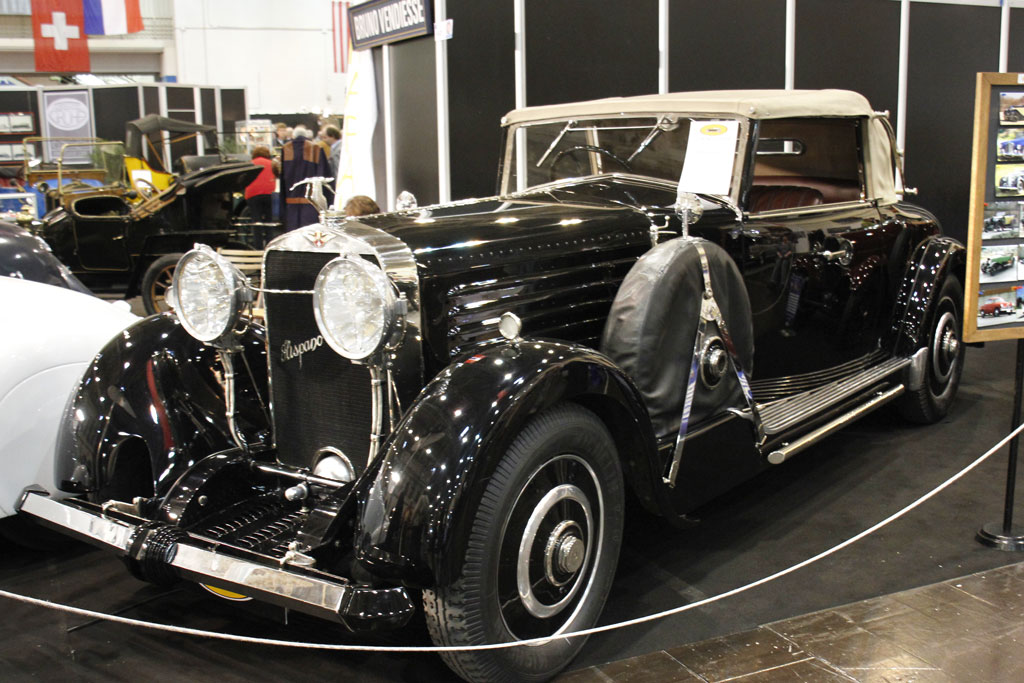
Cabriolet ebenfalls von Million-Guiet

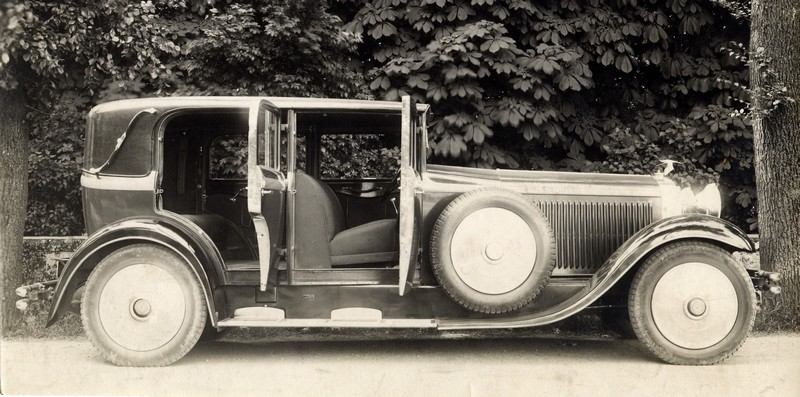
Limousine von Pourtout

Der Hispano-Suiza H 6 ist ein Pkw-Modell. Hispano-Suiza stellte die Fahrzeuge überwiegend im französischen Bois-Colombes bei der Société Française Hispano-Suiza und in einem kleineren Umfang im spanischen Barcelona bei La Hispano-Suiza her.

## Beschreibung
Das Modell wurde im Oktober 1919 auf dem ersten Pariser Autosalon nach dem Ende des Ersten Weltkriegs präsentiert. Als Vorgänger kann der Hispano-Suiza Tipo 23 von 1913 angesehen werden. Verschiedene Karosseriebauunternehmen stellten die Karosserien nach Kundenwünschen her. Bekannt sind Aufbauten als Limousine, Landaulet, Cabriolet, Coupé, Roadster und Tourenwagen. Für ein Fahrzeug ist eine Länge von 483 cm bekannt.

### H 6
Die erste Ausführung wurde H 6 genannt. Sie wurde bis 1922 produziert. Die interne Bezeichnung war Type 41 bzw. Tipo 41 in Spanien. Eine weitere Bezeichnung war 32 CV, die für 32 Cheval fiscal (Steuer-PS) stand. Eine andere Quelle gibt Type 46 an. Im Vereinigten Königreich wurde er auch 32 HP genannt und war mit 37,2 RAC Horsepower eingestuft.

#### Motor
Die Fahrzeuge haben einen Sechszylinder-Reihenmotor mit obenliegender Nockenwelle.
Marc Birkigt plante zunächst, sein neues Nachkriegsmodell vom Hispano-Suiza 12 Zwölfzylinder-Flugmotor antreiben zu lassen. Es stellte sich aber heraus, dass eine Zylinderbank dieses Triebwerks allein mehr als genug Leistung lieferte. Der Motor des Fahrzeugs ist mit einer solchen Zylinderbank aufgebaut. Der Motorblock ist aus Leichtmetall gegossen, die sechs Leichtmetallkolben bewegen sich in darin eingeschraubten, stählernen Zylinderlaufbuchsen. Die Kurbelwelle wiegt etwa 16 kg, ist aus dem Vollen gefräst und siebenfach gelagert. Die dreifach gelagerte Nockenwelle wird über eine Königswelle am vorderen Ende des Motors angetrieben. Wie bei Flugmotoren üblich hat der Motor Doppelzündung. Jeder Zylinder hat ein Ein- und Auslassventil.Die Auspuffseite ist links. Diese  Konstruktionsweise wurde ebenso vom Flugzeugmotor übernommen wie der Ventiltrieb. Die Königswelle treibt auch die Öl- und die Wasserpumpe sowie die beiden getrennten Zündverteiler an. Der abnehmbare Aluminium-Zylinderkopf dichtet den Motor ohne Zylinderkopfdichtung ab. Die Ölpumpe der Motorschmierung sitzt unten im Motor. Kurbelwelle, Nockenwelle und Pleuelstangen sind hohl geformt, die Kanäle dienen der Schmierung. Die Ölpumpe bedient die Kurbelwellen-Hauptlager sowie die Nockenwellen- und die Pleuellager.
Der elektrische Anlasser befindet sich auf der linken Seite des Getriebegehäuses. Birkigt verzichtete auf die noch verbreitete Magnetzündung und sah stattdessen eine Batteriezündung vor. Der Generator ist in einem zylindrischen Gehäuse untergebracht. Er ist eine Spezialanfertigung von Delco. Weil er direkt von der Kurbelwelle angetrieben wird, befindet er sich an leicht zugänglicher Stelle direkt unter dem Kühler.
Die Motorkühlung hat einen Wasserkreislauf mit Wasserpumpe, Wabenkühler und zusätzlich einem von der Kurbelwelle angetriebenen Ventilator.
Der Doppelvergaser sitzt auf der rechten Motorseite. Hispano-Suiza ließ ihn bei Solex nach eigenen Plänen fertigen. Er hat eine zentrale Schwimmerkammer. Die Starterklappe kann mit einem Hebel am Lenkrad verstellt werden, und unter dem Armaturenbrett gibt es eine kleine Handpumpe, mit der bei Bedarf Benzingemisch nachgesprüht werden kann, um den Startvorgang zu erleichtern.
Der Motorblock und der Zylinderkopfdeckel sind weitgehend mit schwarzem Email überzogen, die blanken Metallteile sind poliert. Der Motor wiegt mit Anbauteilen etwa 200 kg.
Im Fahrzeug werden zwei Batterien verwendet. Die größere ist für die Zündung, zum Anlassen und für die Fahrzeugbeleuchtung vorgesehen. Die zweite ist nur dafür vorgesehen, das Fahrzeug bei einer elektrischen Störung fahrbar zu halten. Sie kann nur den Anlasser und die seitliche Beleuchtung mit Strom versorgen. Beide Batterien werden vom gleichen Generator versorgt.
Die normale Ausführung hat 100 mm Bohrung, 140 mm Hub und 6597 cm³ Hubraum.
Das Werk machte keine Angaben zur tatsächlichen Leistung des Motors. Üblicherweise werden 135 PS (100 kW) bei 2600/min vermerkt. Der Motor dreht bis 3500/min. Für ein frühes Fahrzeug liegt ein maximales Drehmoment von 441 Nm bei 1200/min vor, für ein jüngeres werden 475 Nm bei 1600/min genannt. Eine andere Quelle gibt 100 bis 135 PS an.

#### Antrieb
Motor und Getriebe sind miteinander verblockt; eine zu dieser Zeit innovative Lösung. Auch das Getriebegehäuse besteht aus Aluminium. Es enthält das unsynchronisierte Dreiganggetriebe mit Rückwärtsgang, die Schwungscheibe und eine Konuskupplung, ab 1922 gebaute Wagen hatten eine Mehrscheibenkupplung. Eine Neuerung bestand im Wellenantrieb. Frühere Hispano-Suiza erhielten einteilige Kardanwellen mit Kreuzgelenken an beiden Enden. Für dieses Modell wurde ein anderer Weg gewählt. Die hintere Starrachse ist als Deichselachse ausgebildet. Es gibt dazu zwei Antriebswellen hintereinander. Die vordere ist als Kardanwelle ausgebildet und führt vom Getriebe zu einer Aufnahme am Fahrgestell-Hauptquerträger. Die hintere Welle wird in einem Torque Tube genannten Rohr zur Hinterachse geführt. Es ist am Rahmen in einem SchubKugelgelenk gelagert. Die Blattfedern tragen nur das Fahrzeuggewicht, nehmen aber keine Beschleunigungs- und Bremskräfte auf. Die Leistung wird über „Halbwellen“ vom Differential zu den Rädern gebracht. Diese Halbwellen sind „full floating“, also von Querkräften befreit.

#### Fahrgestell und Aufhängung
Das Fahrgestell besteht aus einem Leiterrahmen, dessen Hauptträger als U-Profil geformt sind. Der Motor hat eine Vierpunkt-Befestigung am Fahrgestell, was auch zur Versteifung des Rahmens beiträgt.
Die erwähnte Antriebskonstruktion mit einer zweigeteilten Antriebswelle erfordert einen steifen Hauptquerträger, an dem auch die Aufnahme der beiden Wellen angebracht ist.
Eine weitere Besonderheit ist das Armaturenbrett, das zugleich den Motorraum vom Passagierraum trennt. Es besteht aus einem Verbund von Aluminiumblech, Asbest und Wolle. Unten gibt es eine luftdichte Abdichtung, die auch die Öffnungen für die Lenksäule und die Motorbedienung umfasst. So soll verhindert werden, dass Abwärme vom Motor in den Innenraum gelangt.
Das Fahrgestell hat üblicherweise 369 cm Radstand. Es stand aber auch ein verkürztes mit 339 cm Radstand zur Wahl. Zunächst wurden die Fahrzeuge ohne Stoßdämpfer ausgeliefert, später wurden welche von Houdaille oder Hartford eingebaut. Das Fahrgestell wog etwa 1250 kg.
Neuartig ist die selbst entwickelte Vierrad-Servobremsanlage. Zum Zeitpunkt der Markteinführung waren Vorderradbremsen noch nicht üblich. Rolls-Royce Motor Cars baute sie jahrelang in Lizenz.

### H 6 A

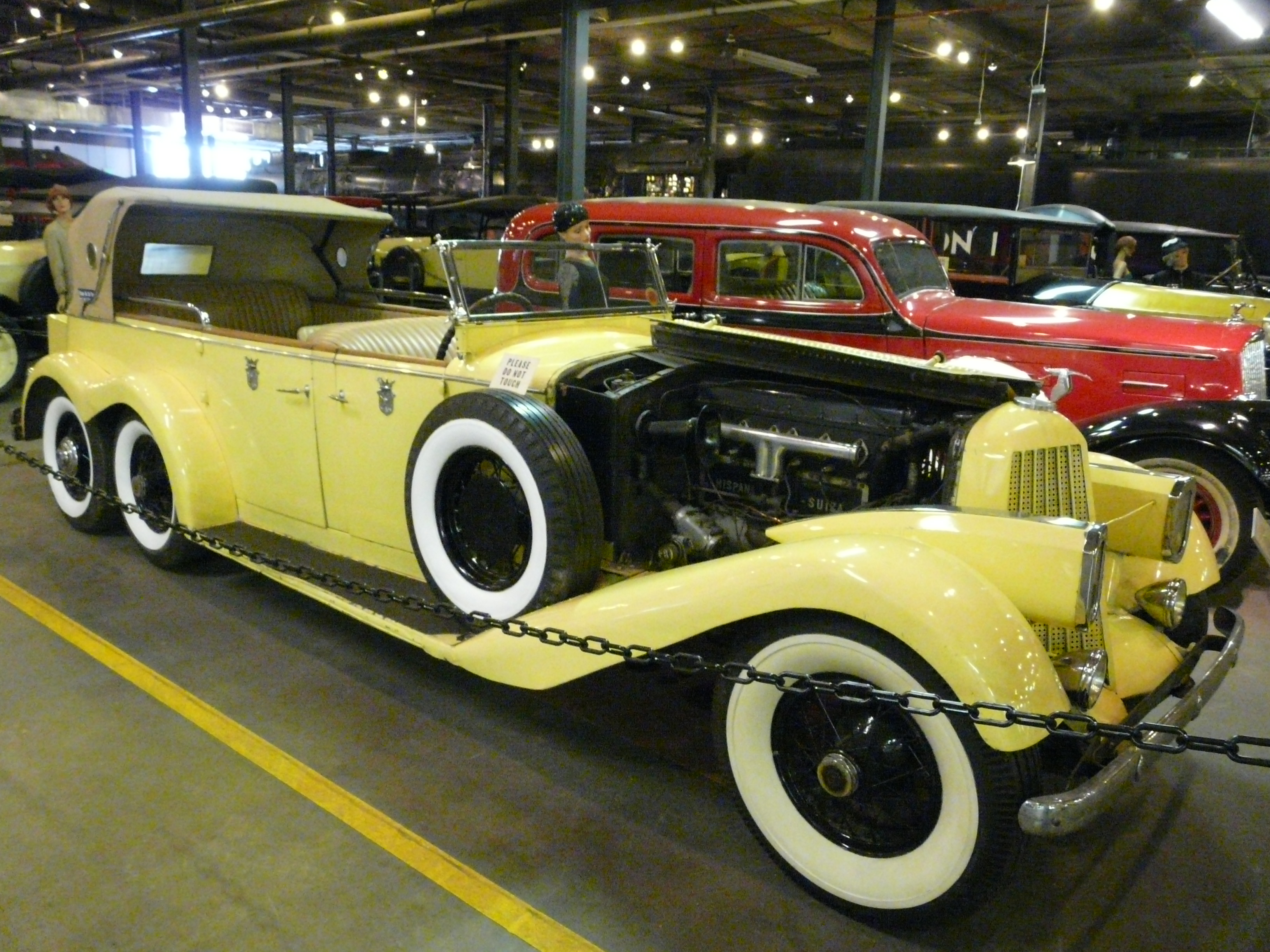
Hispano-Suiza H 6 A Victoria Town Car (1923), Karosserie Franay, überarbeitet von Léon Rubay

Von dieser Version wurde möglicherweise nur ein Fahrzeug hergestellt. Es handelt sich um eine verlängerte Ausführung mit hinterer Doppelachse. Das einzige bekannte Exemplar wurde von König Georg II von Griechenland bestellt und entstand in Barcelona. Das Fahrgestell wurde mit einem offenen Aufbau von Franay versehen. Zu Länge und Radstand gibt es keine Angaben, ebenfalls nicht, ob beide Hinterachsen angetrieben waren.  Es wurde nicht mehr ausgeliefert, weil der König abdankte, und daraufhin vom Filmregisseur David Wark Griffith erworben. Danach wurde es in verschiedenen Hollywood-Filmen verwendet, wobei es zu verschiedenen Modifikationen der Karosserie gekommen ist, die zumindest teilweise von Leon Rubay vorgenommen wurden.
Die Verwendung der Bezeichnung H 6 A ließ sich bislang nur vom Forney Museum of Transportation in Denver (Colorado) nachweisen, wo das Fahrzeug ausgestellt ist.

### H 6 B

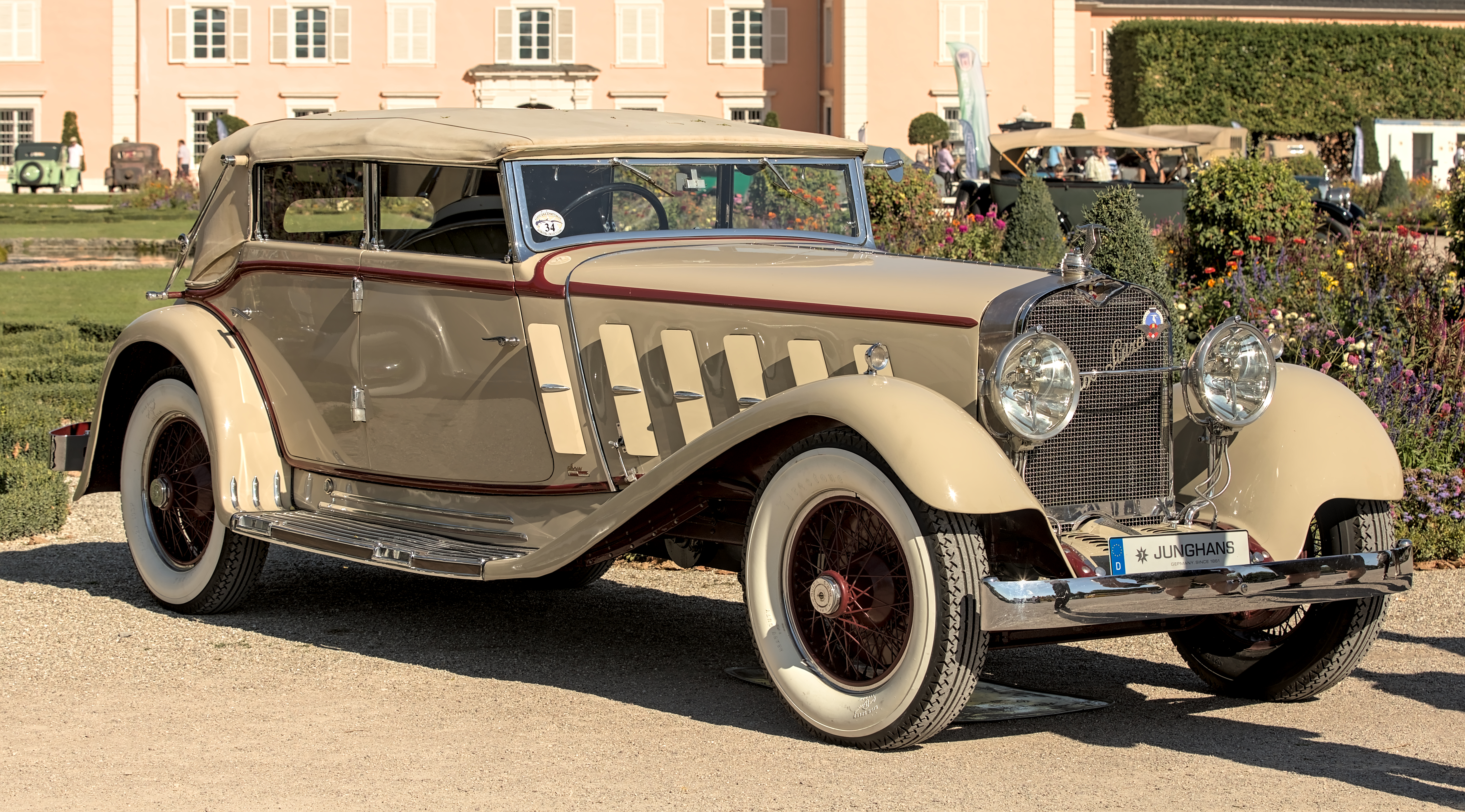
Hispano-Suiza H 6 B als Cabrio von Spohn von 1932

1922 erschien der H 6 B. Es gab nur geringe Änderungen. Die Konus- oder Lamellenkupplung wurde durch eine trockene Einscheibenkupplung ersetzt. Das reine Fahrgestell wog nun 1400 kg. Diese Version blieb bis 1932 im Angebot.
Ende 1924 erwarb die Firma Škoda in Pilsen, die bis dahin keine Pkw gebaut hatte, eine Lizenz zum Bau des Hispano-Suiza H 6 B. Das erste Fahrzeug des Škoda Hispano Suiza 25/100 PS wurde im Mai 1926 in Pilsen ausgeliefert, es ging an Tomáš Garrigue Masaryk, den Präsidenten der tschechoslowakischen Republik.

### Boulogne
Die Ausführung Boulogne wurde nur 1922 in Frankreich hergestellt. Es ist ein Sportwagen, der auch bei Rennen eingesetzt wurde. Eine vergrößerte Bohrung von 102 mm ergibt 6864 cm³ Hubraum. Der Motor leistet 150 PS (110 kW).
Bei diesen Modellen wurde nur der kurze Radstand von 339 cm verwendet. Hiervon entstanden je nach Quelle vier bis sechs oder fünf Fahrzeuge.
Inoffiziell wurde die Bezeichnung Boulogne später für weitere sportliche Fahrzeuge verwendet.

### H 6 C

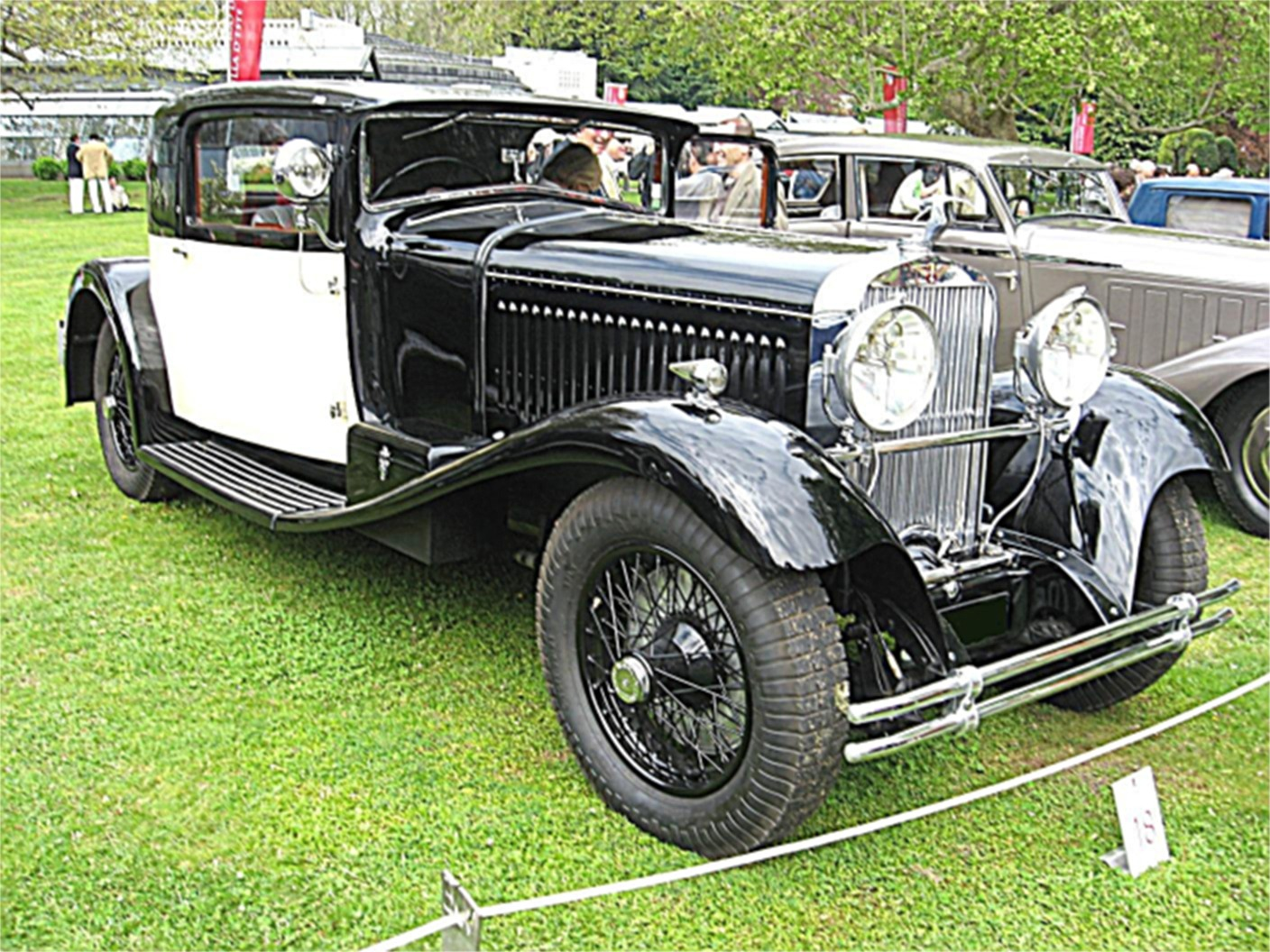
H 6 C als Coupé von der Carrosserie Vanvooren

Die Variante H 6 C mit einem größeren Motor gab es von 1924 bis 1933. Sie trägt den internen Code Type 56 bzw. Tipo 56 in Spanien. Sie war in Frankreich mit 46 CV eingestuft.
Die Bohrung der Zylinder wurde auf 110 mm vergrößert, was 7983 cm³ Hubraum ergab. Die Motoren leisteten in der Serienausführung 150 PS (110 kW) und bei sportlichen Fahrzeugen 170 PS (125 kW).
Weiterhin wurden Fahrgestelle mit 339 cm und 369 cm Radstand angeboten. Eine Ausführung mit 380 cm Radstand kam dazu.

## Technische Daten
| Daten                           | H 6 / Tipo 41 H 6 B / Tipo 41 bis | Boulogne | H 6 C / Tipo 56 |
| ------------------------------- | --- | --- | --- |
| Bauzeit: Bois-Colombes          | H 6: 1919–1922 H 6 B: 1922–1932 | 1922 | 1924–1933 |
| Bauzeit: Barcelona              | Tipo 41: 1919–1922 Tipo 41 bis: 1922–1932                                                                                                  | - | 1924–1933 |
| Motor:                          | 6-Zylinder-Reihenmotor (Viertakt) | 6-Zylinder-Reihenmotor (Viertakt) | 6-Zylinder-Reihenmotor (Viertakt) |
| Hubraum:                        | 6597 cm³ | 6864 cm³ | 7983 cm³ |
| Bohrung × Hub:                  | 100 × 140 mm | 102 × 140 mm | 110 × 140 mm |
| Leistung (inoffizielle Angaben) | 135 PS | 150 PS | 145–150 PS |
| bei 1/min:                      | 2600 | 3000 | 2800 |
| Max. Drehmoment bei 1/min:      | 441 Nm bei 1200/min 475 Nm bei 1600/min | | |
| Motorschmierung:                | H 6 B: Ölpumpe | H 6 B: Ölpumpe | |
| Ventilsteuerung:                | Über Königswelle. Ventile stehend oben im Block. 2 Ventile pro Zylinder Ventile werden direkt von der Nockenwelle gesteuert                | Über Königswelle. Ventile stehend oben im Block. 2 Ventile pro Zylinder Ventile werden direkt von der Nockenwelle gesteuert                | Über Königswelle. Ventile stehend oben im Block. 2 Ventile pro Zylinder Ventile werden direkt von der Nockenwelle gesteuert                |
| Kühlung:                        | Wasserkühlung mit Wasserpumpe und Ventilator                                                                                               | Wasserkühlung mit Wasserpumpe und Ventilator                                                                                               | Wasserkühlung mit Wasserpumpe und Ventilator                                                                                               |
| Zündung:                        | Batteriezündung mit DELCO-Generator; Doppelzündung 2 Zündkerzen pro Zylinder 2 Zündspulen                                                  | Batteriezündung mit DELCO-Generator; Doppelzündung 2 Zündkerzen pro Zylinder 2 Zündspulen                                                  | Batteriezündung mit DELCO-Generator; Doppelzündung 2 Zündkerzen pro Zylinder 2 Zündspulen                                                  |
| Benzinzufuhr:                   | bis 1926: Vakuum ab 1926: elektrische Benzinpumpe                                                                                          | bis 1926: Vakuum ab 1926: elektrische Benzinpumpe                                                                                          | bis 1926: Vakuum ab 1926: elektrische Benzinpumpe                                                                                          |
| Gemischaufbereitung:            | 1 Solex-Doppelvergaser System Hispano-Suiza                                                                                                | 1 Solex-Doppelvergaser System Hispano-Suiza                                                                                                | 1 Solex-Doppelvergaser System Hispano-Suiza                                                                                                |
| Getriebe:                       | 3-Gang-Getriebe mit Rückwärtsgang unsynchronisiert                                                                                         | 3-Gang-Getriebe mit Rückwärtsgang unsynchronisiert                                                                                         | 3-Gang-Getriebe mit Rückwärtsgang unsynchronisiert                                                                                         |
| Kupplung:                       | Mehrscheiben-Trockenkupplung | Mehrscheiben-Trockenkupplung | Mehrscheiben-Trockenkupplung |
| Kraftübertragung:               | Wellenantrieb Welle zweiteilig: vorn Kardan, hinten Torque Tube                                                                            | Wellenantrieb Welle zweiteilig: vorn Kardan, hinten Torque Tube                                                                            | Wellenantrieb Welle zweiteilig: vorn Kardan, hinten Torque Tube                                                                            |
| Übersetzungen:                  | 3,4 : 1 | | |
| Radstand:                       | 3385 mm „court“ 3690 mm „normale“ | 3385 mm | 3385 mm „court“ 3690 mm „normale“ |
| Fahrgestell:                    | Stahlleiterrahmen aus genieteten U-Profilen mit Quertraversen Frontmotor / Hinterradantrieb Hauptquerträger mit Aufnahme der Antriebswelle | Stahlleiterrahmen aus genieteten U-Profilen mit Quertraversen Frontmotor / Hinterradantrieb Hauptquerträger mit Aufnahme der Antriebswelle | Stahlleiterrahmen aus genieteten U-Profilen mit Quertraversen Frontmotor / Hinterradantrieb Hauptquerträger mit Aufnahme der Antriebswelle |
| Radaufhängung vorn:             | Starrachse Halbelliptikfedern | Starrachse Halbelliptikfedern | Starrachse Halbelliptikfedern |
| Radaufhängung hinten:           | Starrachse Halbelliptikfedern | Starrachse Halbelliptikfedern | Starrachse Halbelliptikfedern |
| Bremsen:                        | 4 Trommelbremsen; mechanischer Bremskraftverstärker System Hispano-Suiza Hilfsbremse auf Hinterachse                                       | 4 Trommelbremsen; mechanischer Bremskraftverstärker System Hispano-Suiza Hilfsbremse auf Hinterachse                                       | 4 Trommelbremsen; mechanischer Bremskraftverstärker System Hispano-Suiza Hilfsbremse auf Hinterachse                                       |
| Lenkgetriebe:                   | Spindellenkung | Spindellenkung | Spindellenkung |
| Spurweite vorn/hinten:          | 1450 mm | 1450 mm | 1450 mm |
| Karosserie:                     | nach Wunsch | nach Wunsch | nach Wunsch |
| Gewicht Fahrgestell:            | 1300 kg | | 1250 kg (swb) |
| Höchstgeschwindigkeit:          | 120–130 km/h | | 130–145 km/h |
| Motornummern:                   | | | ab 32001 |
| Bemerkungen:                    | Kleiner technischer Unterschied bei der Kupplung.                                                                                          | Rennsportwagen, 5 Fahrzeuge gebaut. | Produktionsbeginn 19.4.1924 |

## Rennsport

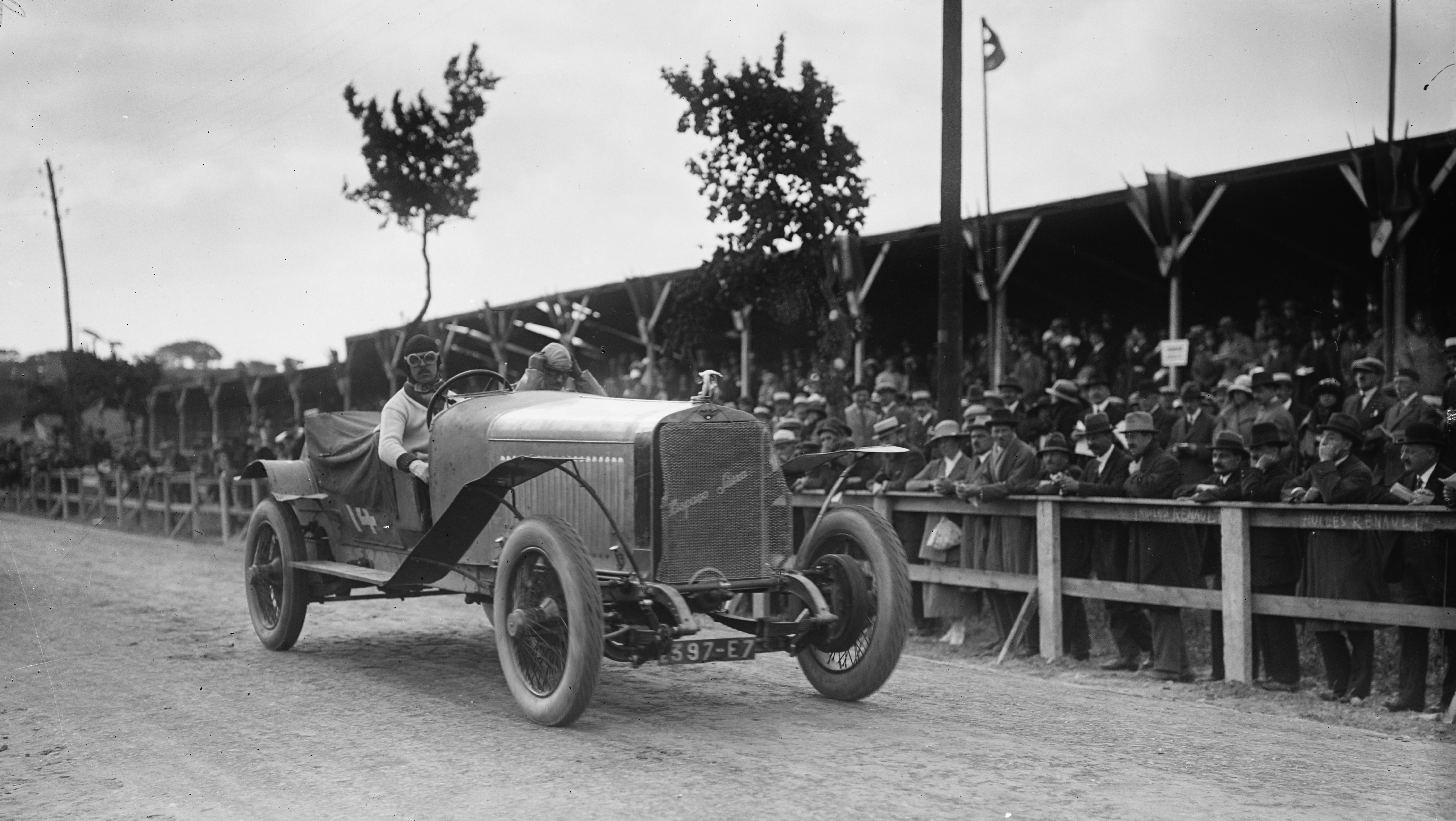
André Dubonnet gewann die erste Austragung des Coupe Georges Boillot 1921

Der H 6 wurde durchaus erfolgreich in Langstreckenrennen eingesetzt. Es gab ein Werksteam, das meistens drei oder vier Wagen einsetzte.
Der Coupe Georges Boillot war eine nicht zur Meisterschaft zählende französische Serie von Automobilrennen. Die Wettbewerbe wurden auf einem Rundkurs von 37,375 km in Boulogne-sur-Mer durchgeführt. 1921 gewann André Dubonnet.
Für das Rennen im folgenden Jahr, das auf den 30. Juli 1922 angesetzt war, bereitete Hispano-Suiza vier Fahrzeuge vor. Dazu wurden fünf Motoren auf 102 × 140 mm aufgebohrt, was den Hubraum auf 6864 cm³ erhöhte. Der Markenspezialist George Briand hatte etwa zwei Jahre später Gelegenheit, einen dieser Motoren zu vermessen (aus dem Wagen mit der Fahrgestellnummer 10462 aus dem Besitz des Grafen Louis Zborowski) und fand die Zylindermaße wie eingangs beschrieben. Der Radstand dieser Rennsportwagen war verkürzt auf 3385 mm und das Fahrwerk war tiefer gelegt worden durch den Einbau spezieller Schäkel zur Befestigung der Blattfedern am Rahmen. Im Rennen belegte dieser Fahrzeuge den ersten und zweiten Platz, gefahren von Dubonnet und Paul Bablot. Die Bezeichnung „Boulogne“ geht zweifellos auf diesen Erfolg zurück.
Am 22. Oktober 1922 trat Dubonnet mit einem dieser Fahrzeuge zum Gran Premio d'Autunno in Monza an. Das Rennen ging über 40 Runden und etwa 400 Kilometer. Dubonnet holte mit einer Durchschnittsgeschwindigkeit von über 130 km/h den Sieg in der Klasse über 3 Liter. Es scheint, dass die Bezeichnung „Monza“ demnach auf einen der „Boulogne“-Rennwagen übertragen wurde.
Beim Großen Preis von San Sebastian 1923 scheinen nur drei Teamwagen am Start gewesen zu sein. Sie hatten bereits den neuen Motor mit 110 × 140 mm (7983 cm³). Damit belegten sie mit Dubonnet, Garnier und Boynven die Plätze 1 bis 3. Auf der Geraden wurden 200 km/h erreicht. Garnier und Boynven wiederholten mit diesen Fahrzeugen auch den Vorjahressieg in Boulogne.
1923 wurde Dubonnet Zweiter im Grand Prix de Guipúzcoa in Lasarte (Spanien).
Es war ebenfalls Dubonnet, der bei der Rally Nizza-Paris 1921 einen Rekord aufstellte. Für die 942 km lange Strecke benötigte das mit vier Personen samt Gepäck besetzte Auto 12 Stunden und 35 Minuten. Dubonnet wiederholte den Sieg 1924, aber ohne Beifahrer, mit dem „Tulipwood“ und einer Durchschnittsgeschwindigkeit von 85 km/h. Außerdem wurde er mit dem gleichen Auto Klassensechster bei der Targa Florio.
1925 wurde er Fünfter bei der Targa Florio.
Am 18. April 1928 wurde auf dem Indianapolis Motor Speedway ein denkwürdiges Rennen veranstaltet. Teilnehmer waren zwei seriennahe Automobile: Ein Stutz Vertical Eight Black Hawk Speedster mit Weymann-Karosserie, gefahren von Tom Rooney und Gil Andersen sowie ein Hispano-Suiza H 6 C swb, gefahren vom Industriellen und Sportsmann Charles Weymann und Robert Bloch. Auslöser war eine Wette zwischen dem Stutz-Präsidenten Frederick E. Moskovics und dem Karosseriebauer Weymann. Der Wetteinsatz betrug 25.000 US-Dollar. Die Renndauer war auf 24 Stunden festgelegt. Schon früh erlitt der Stutz einen Ventilbruch und musste repariert werden. Nach 19 Stunden und 20 Minuten musste er aufgeben. Weymann strich die Börse ein und Moskovics forderte ihn erneut heraus: Ohne erneuten Wetteinsatz fuhr ein Ersatzwagen die verbleibenden 4 Stunden und 40 Minuten. Der H 6 C ging sofort in Führung, wurde aber nach zehn Runden überholt. Am Ende des Rennens war er dreimal überrundet und hatte einen Rückstand von 7 Meilen.

## Produktionszahlen
In Frankreich wurden 2261 Fahrzeuge dieses Typs gefertigt. Aus Spanien ist keine Zahl bekannt. Bei Škoda entstanden 100 Fahrzeuge. Von allen gebauten H 6 waren 1977 noch 129 existierende Fahrzeuge bekannt.
Nachfolger wurde 1931 der Hispano-Suiza J 12, der nur in Frankreich gefertigt wurde.

## Auktionsergebnisse
Eine Quelle gibt 27 Auktionen für den Zeitraum 2013 bis 2021 an.
| Datum          | Modell | Aufbau                       | Karosseriehersteller | Baujahr   | Preis                                      | Auktionshaus      | Quelle |
| -------------- | ------ | ---------------------------- | -------------------- | --------- | ------------------------------------------ | ----------------- | ------ |
| 18.–19.01.2013 | H 6 B  | Tourer                       |                      | 1926      | 363.000 US-Dollar                          | Gooding & Company | [ 22 ] |
| 08.02.2013     | H 6 C  | Coupe-Chauffeur              | Saoutchik            | 1931      | 333.581 Euro                               | Artcurial         | [ 23 ] |
| 09.03.2013     | H 6 C  | Transformable Torpedo        | Hibbard & Darrin     | 1928      | 495.000 Dollar                             | RM Sotheby’s      | [ 24 ] |
| 16.08.2013     | H 6 B  | Torpedo                      | Weymann              | 1926      | 180.000 Dollar                             | RM Sotheby’s      | [ 25 ] |
| 14.09.2013     | H 6 C  | Tourer                       |                      | 1930      | 140.000–180.000 Pfund (nicht verkauft)     | Bonhams           | [ 26 ] |
| 06.02.2014     | H 6 B  | Landaulet Découvrable        | Franay               | 1923      | 212.750 Euro                               | Bonhams           | [ 27 ] |
| 27.06.2014     | H 6 C  | Sports                       |                      | 1924      | 350.000–400.000 Pfund (nicht verkauft)     | Bonhams           | [ 28 ] |
| 06.02.2015     | H 6 B  | Cabriolet                    | Million-Guiet        | 1925      | 572.160 Euro                               | Artcurial         | [ 29 ] |
| 12.03.2015     | H 6 B  | Convertible Sedan            | Belvallette          | 1925      | 319.000 Dollar                             | Bonhams           | [ 30 ] |
| 26.09.2015     | H 6 C  | Cabriolet de Ville           | Kellner              | 1930      | 2.990.000 Dänische Kronen                  | Bonhams           | [ 31 ] |
| 09.11.2015     | H 6 B  | Saloon                       | Martin & King        | etwa 1924 | 170.000 Australische Dollar                | Shannons          | [ 32 ] |
| 14.05.2016     | H 6 B  | Coupe Limousine              | Binder               | 1930      | 106.400 Euro                               | RM Sotheby’s      | [ 33 ] |
| 02.09.2017     | H 6 B  | Cabriolet                    | Gill                 | 1933      | 113.500 Pfund                              | Bonhams           | [ 34 ] |
| 08.02.2018     | H 6 B  | Coupe                        | Kellner              | 1925      | 333.500 Euro                               | Bonhams           | [ 35 ] |
| 09.03.2018     | H 6 C  | Transformable Torpedo        | Hibbard & Darrin     | 1928      | 475.000–600.000 Dollar (nicht verkauft)    | RM Sotheby’s      | [ 36 ] |
| 17.01.2019     | H 6 C  | Transformable Torpedo        | Hibbard & Darrin     | 1928      | 375.000–450.000 Dollar (nicht verkauft)    | RM Sotheby’s      | [ 37 ] |
| 08.02.2019     | H 6 B  | Coupé de Ville Transformable | Billeter & Cartier   | 1929      | 216.944 Euro                               | Artcurial         | [ 38 ] |
| 08.02.2019     | H 6 B  | Double-Phaëton               | Million-Guiet        | 1926      | 360.000–450.000 Euro (nicht verkauft)      | Artcurial         | [ 39 ] |
| 09.03.2019     | H 6 B  | Cabriolet Le Dandy           | Chapron              | 1926      | 1.352.500 Dollar                           | RM Sotheby’s      | [ 40 ] |
| 27.04.2019     | H 6 B  | Coupe Chauffeur              | Fernandez            | 1930      | 335.000 Dollar                             | Bonhams           | [ 41 ] |
| 04.05.2019     | H 6 B  | Cabriolet de Ville           | Hibbard & Darrin     | 1928      | 335.000 Dollar                             | RM Sotheby’s      | [ 42 ] |
| 16.01.2020     | H 6 B  | Transformable Cabriolet      | Belvallette          | 1925      | 445.000 Dollar                             | RM Sotheby’s      | [ 43 ] |
| 06.02.2020     | H 6 B  | Convertible Phaeton          | Derham               | 1926      | 333.500 Euro                               | Bonhams           | [ 44 ] |
| 07.03.2020     | H 6 B  | Tourer                       | Chavet               | 1921      | 257.600 Dollar                             | RM Sotheby’s      | [ 45 ] |
| 29.03.2020     | H 6 B  | Coupe                        |                      | 1926      | 350.000–400.000 Pfund (nicht verkauft)     | Bonhams           | [ 46 ] |
| 17.10.2020     | H 6 B  | Coupe                        |                      | 1926      | 350.000–400.000 Pfund (nicht verkauft)     | Bonhams           | [ 47 ] |
| 29.12.2021     | H 6 B  | Tourer                       | Spohn                | 1927      | 350.000–400.000 Schweizer Franken erwartet | Oldtimer Galerie  | [ 48 ] |

## Schreibweise
Es finden sich die Schreibweisen H 6 mit Leerstelle, H.6 mit Punkt, H-6 mit Bindestrich und H6 ohne Leerstelle. In zeitgenössischen Anzeigen des Herstellers sind zumeist die CV angegeben.